# Wilsberg: Alles Lüge
Alles Lüge ist die 69. Folge der Fernsehfilmreihe Wilsberg. Die Folge wurde erstmals am 28. November 2020 im Samstagabendprogramm des ZDF ausgestrahlt.

## Handlung
Als Ekki auf dem Münsteraner Markt von einem Mann angegriffen wird, landet ein Video davon kurze Zeit später im Internet. Der Angreifer ist Kfz-Mechaniker und gibt dem Finanzamt die Schuld an seiner Insolvenz. Bei dem Vorfall wird ein helfender Obdachloser, Paul Schlächter, an der Hand verletzt, sodass Ekki und Wilsberg ihn zu seiner Ärztin Britta Lüders bringen. Diese kümmert sich vor allem um Patienten aus der Unterschicht, die sonst kaum von jemandem behandelt werden. Ihre Patienten verehren sie sehr. Als eine Arzthelferin mitbekommt, dass Wilsberg Privatdetektiv ist, bittet sie ihn, einem ehemaligen Patienten ins Gewissen zu reden, da der öffentlich gegen die Ärztin im Internet hetzt. Wilsberg sucht den Journalisten Oliver Busch in seiner Wohnung auf, kann ihn jedoch nur tot antreffen. Es sieht aufgrund eines herumliegenden Spritzbestecks nach einem goldenen Schuss aus. Doch es stellt sich heraus, dass das Opfer erschlagen wurde.
Ekki wird mittlerweile im Internet als Verursacher der Auseinandersetzung auf dem Marktplatz angeprangert. Er versucht, den Kfz-Mechaniker Hartung zu überzeugen, gemeinsam gegen die Verbreitung des Videos vorzugehen. Wilsberg sucht deswegen den Hauptverbreiter dieser Fake News auf, die in der Villa Veritas ansässige Agentur Beiderbeke News. Diese will im Gegensatz zu den „manipulierten Staatsmedien“ die Wahrheit verbreiten, kommt aber über diverse Verschwörungstheorien nicht hinaus. Der ermordete Busch war als freier Journalist auch immer wieder hier tätig. Es stellt sich heraus, dass Paul am Tatort gewesen ist, da dort Blutspuren des polizeilich bekannten Obdachlosen gefunden wurden. Dadurch wird Britta Lüders umso verdächtiger, da sie Paul angestiftet haben könnte. Wilsberg hegt Sympathie für die Ärztin; er glaubt nicht an ihre Schuld.
Alex schleicht sich als Anwältin bei Beiderbeke News ein, unter dem Vorwand, ebenfalls nach der Wahrheit zu suchen und ihnen gegen zukünftige Verleumdungsklagen beizustehen. Dadurch erfährt sie mehr von den Machenschaften. So stellt sich heraus, dass der Vermieter von Dr. Lüders’ Praxis, ein im selben Haus tätiger Dermatologe, die Hetze gegen die Ärztin anstachelte, da er aufgrund der Klientel um seine gut zahlenden Privatpatienten fürchtete. Mit dem Mord an Busch haben aber weder er noch Beiderbeke etwas zu tun. Beiderbeke war zwar am Tatort, aber da war das Opfer bereits tot. Beiderbeke hat nur die Gelegenheit genutzt, einen aufklärenden Text wieder in einen diffamierenden Text umzuschreiben, da Busch den ursprünglichen Text nicht mehr absenden konnte. Erschlagen wurde der Enthüllungsjournalist von Hartung im Affekt, denn vor den Problemen mit dem Finanzamt ruinierte ein Zeitungsartikel von Busch den Kfz-Mechaniker fast völlig.

## Produktion
Die Dreharbeiten fanden in der Zeit vom 7. Oktober 2019 bis zum 11. Dezember 2019 in Köln und Münster statt.
Der Running Gag Bielefeld kommt dieses Mal fast zum Schluss, als der selbst in Bielefeld geborene Oliver Welke es in seiner Ansprache in der heute-show erwähnt.
Overbeck wird in diesem Film kurz zum Internetstar, als er zufällig ein Video von sich hochlädt, dieses Vorgehen dann aber im weiteren Verlauf des Films wiederholt einsetzt, um sich der Internetgemeinschaft als engagierten, furchtlosen Kommissar zu präsentieren: „Der Polizist, der sich stets im Schatten seiner Chefin wähnt, wird vorübergehend zum Internet-Star, weil er auf Videos als 'Ovinator' den harten Kerl mimt, der den Dreck beseitigt („Mord macht keine Mittagspause“), und darüber sinniert, was aus diesem Land geworden ist. Das verschafft ihm sogar einen Auftritt in der heute-show.“
Im Abspann läuft der Titel Here Comes Your Man von der US-amerikanischen Rockband Pixies aus dem Jahr 1989.

## Rezeption

### Einschaltquote
Bei der Erstausstrahlung von Alles Lüge am 28. November 2020 im ZDF wurde der Film in Deutschland von insgesamt 7,55 Millionen Zuschauern gesehen und erreichte einen Marktanteil von 22,4 Prozent.

### Kritiken
Tilmann P. Gangloff gibt dem Film bei tittelbach.tv 4 von 6 möglichen Sternen. „[K]rimis im „Ersten“ tut es oft nicht gut, wenn sich die Autoren relevanter Themen annehmen, weil vor lauter Botschaft mitunter der Krimi auf der Strecke bleibt. Diesen Fehler haben Sönke Lars Neuwöhner und Natalia Geb vermieden.“ Gelobt wird auch die sorgfältige Bildgestaltung: „Bei den Innenaufnahmen liegt diesmal oft ein feiner Dunst in der Luft, der dem Licht eine ganz besondere Wirkung gibt.“
Oliver Armknecht vergab auf film-rezensionen.de fünf von zehn Punkten. Die Folge sei durch Kombinination gesellschaftlicher Themen wie Online-Hetze und Obdachlosigkeit mit Humor und einem Kriminalfall völlig überfrachtet, die wichtigen Punkte würden kaum ausgearbeitet, die Charaktere seien reine Stereotype, wirklich viel Spaß mache der Film auch nicht.